# Tall Afar (Syria)
Tall Afar (arab. تل أعفر) – wieś w Syrii, w muhafazie Hama. W 2004 roku liczyła 610 mieszkańców.